# فانكيو
فانكيو (بالإنجليزية: Vanq)‏ هي منطقة سكنية تقع في أذربيجان في مقاطعة خوجاوند.